# Survivor Series 2012
Survivor Series 2012 was een pay-per-viewevenement in het professioneel worstelen dat georganiseerd werd door de WWE. Dit evenement was de 26e editie van Survivor Series en vond plaats in de Bankers Life Fieldhouse in Indianapolis op 18 november 2012.
Bij het evenement maakte de populair geworden worstelgroep The Shield hun debuut: Roman Reigns, Dean Ambrose en Seth Rollins. Namelijk tijdens een vooraf geanticipeerde WWE Championship-wedstrijd tussen titelverdediger CM Punk, John Cena en Ryback. 

## Wedstrijden
| Nr.                                                                          | Match | Winnaar(s)                        |
| ---------------------------------------------------------------------------- | --- | --------------------------------- |
| PS                                                                           | 3MB (Heath Slater & Jinder Mahal) vs. Team Co-Bro (Zack Ryder & Santino Marella) in een tag team match | 3MB                               |
| 1                                                                            | Team Tensai (Tensai, Primo en Epico & Prime Time Players) vs. Team Clay (Brodus Clay, Rey Mysterio, Sin Cara & International Airstrike) in een Survivor Series tag team match                                     | Team Clay                         |
| 2                                                                            | Eve (c) vs. Kaitlyn in een een-op-eenmatch voor het WWE Divas Championship | Eve (c)                           |
| 3                                                                            | Antonio Cesaro (c) vs. R-Truth in een een-op-eenmatch voor het WWE United States Championship | Antonio Cesaro (c)                |
| 4                                                                            | Big Show (c) vs. Sheamus in een een-op-eenmatch voor het World Heavyweight Championship | Sheamus; diskwalificatie Big Show |
| 5                                                                            | Team Foley (Kofi Kingston, Randy Orton, Team Hell No (Kane & Daniel Bryan) en The Miz) vs. Team Ziggler (Dolph Ziggler, Alberto Del Rio, Wade Barrett, Damien Sandow & David Otunga) in een Survivor Series match | Team Ziggler                      |
| 6                                                                            | CM Punk (c) met Paul Heyman vs. John Cena vs. Ryback in een Triple Threat match voor het WWE Championship | CM Punk (c)                       |
| (c) huidige kampioen voor en na de match \| (nc) nieuwe kampioen na de match | |                                   |

### Eliminaties van Team Tensai vs. Team Clay
| Eliminatie   | Worstelaar                                                       | Team                                                             | Geëlimineerd door                                                |
| ------------ | ---------------------------------------------------------------- | ---------------------------------------------------------------- | ---------------------------------------------------------------- |
| 1            | Brodus Clay                                                      | Team Clay                                                        | Tensai                                                           |
| 2            | Tensai                                                           | Team Tensai                                                      | Justin Gabriel                                                   |
| 3            | Titus O'Neil                                                     | Team Tensai                                                      | Tyson Kidd                                                       |
| 4            | Epico                                                            | Team Tensai                                                      | Tyson Kidd                                                       |
| 5            | Primo                                                            | Team Tensai                                                      | Rey Mysterio                                                     |
| 6            | Darren Young                                                     | Team Tensai                                                      | Rey Mysterio                                                     |
| Survivor(s): | Rey Mysterio, Sin Cara, Tyson Kidd en Justin Gabriel (Team Clay) | Rey Mysterio, Sin Cara, Tyson Kidd en Justin Gabriel (Team Clay) | Rey Mysterio, Sin Cara, Tyson Kidd en Justin Gabriel (Team Clay) |

### Eliminaties van Team Foley vs. Team Ziggler
| Eliminatie   | Worstelaar                   | Team                         | Geëlimineerd door            |
| ------------ | ---------------------------- | ---------------------------- | ---------------------------- |
| 1            | Damien Sandow                | Team Ziggler                 | Kane                         |
| 2            | Kane                         | Team Foley                   | Dolph Ziggler                |
| 3            | David Otunga                 | Team Ziggler                 | Daniel Bryan                 |
| 4            | Kofi Kingston                | Team Foley                   | Wade Barrett                 |
| 5            | Daniel Bryan                 | Team Foley                   | Alberto Del Rio              |
| 6            | Wade Barrett                 | Team Ziggler                 | The Miz                      |
| 7            | The Miz                      | Team Foley                   | Alberto Del Rio              |
| 8            | Alberto Del Rio              | Team Ziggler                 | Randy Orton                  |
| 9            | Randy Orton                  | Team Foley                   | Dolph Ziggler                |
| Survivor(s): | Dolph Ziggler (Team Ziggler) | Dolph Ziggler (Team Ziggler) | Dolph Ziggler (Team Ziggler) |